# Újezd (Trmice)
Újezd je vesnice v okrese Ústí nad Labem, část města Trmice. Vesnice měla vinařskou tradici.

## Historie
První písemná zmínka o vesnici pochází z roku 1416. Své jméno dostala tato osada podle staroslovanského Oujezd. Název Oujezd se objevuje v knihách již roku 1452 a v roce 1654 se vedle názvu Oujezd objevuje jméno Oujezl.
Prvními osídlenci byli Slované, kteří byli pravděpodobně vyhnáni v 10. století ze Saska. Nejstarší záznam o obyvatelích Újezda hovoří o českém občanu Pondělíčkovi, který vlastnil v Újezdě vinné sady. První vinný sklep vznikl v roce 1674 na pozemku domu čp. 4. V následujících letech založili vinné sady další obyvatelé Újezda. Posledními vinaři ve vsi působili ještě v první polovině 19. století. Později zde pěstování vína zaniklo, zřejmě pro vyšší cenu oproti dováženému vínu a snad i proto, že se rozšiřoval kamenolom, který zrušil starou silnici do Hostovic nad lomem a postavila se nová s dnešními serpentýnami.
Až do roku 1980 byl Újezd součástí obce Koštov, spolu se kterou se stal součástí Ústí nad Labem. K osamostatnění Koštova spolu s Újezdem došlo roku 1994.

## Obyvatelstvo
Při sčítání lidu v roce 1921 zde žilo 205 obyvatel (z toho 102 mužů), z nichž bylo 37 Čechoslováků, 166 Němců a dva cizinci. S výjimkou devíti evangelíků a šestnácti lidí bez vyznání se hlásili k římskokatolické církvi. Podle sčítání lidu z roku 1930 měla vesnice 186 obyvatel: 29 Čechoslováků, 154 Němců a tři cizince. Převažovala římskokatolická většina, ale ve vsi bydlelo také deset evangelíků a osmnáct lidí bez vyznání.
|                                                                              | 1869 | 1880 | 1890 | 1900 | 1910 | 1921 | 1930 | 1950 | 1961 | 1970 | 1980 | 1991 | 2001 | 2011 |
| ---------------------------------------------------------------------------- | ---- | ---- | ---- | ---- | ---- | ---- | ---- | ---- | ---- | ---- | ---- | ---- | ---- | ---- |
| Obyvatelé                                                                    | 44   | 40   | 64   | 119  | 182  | 205  | 186  | 118  | 94   | 85   | 75   | 78   | 86   | 83   |
| Domy                                                                         | 7    | 7    | 7    | 15   | 20   | 22   | 23   | 25   | .    | 19   | 19   | 21   | 21   | 23   |
| Počet domů z roku 1961 je zahrnut v celkovém počtu domů místní části Koštov. |      |      |      |      |      |      |      |      |      |      |      |      |      |      |

## Pamětihodnosti

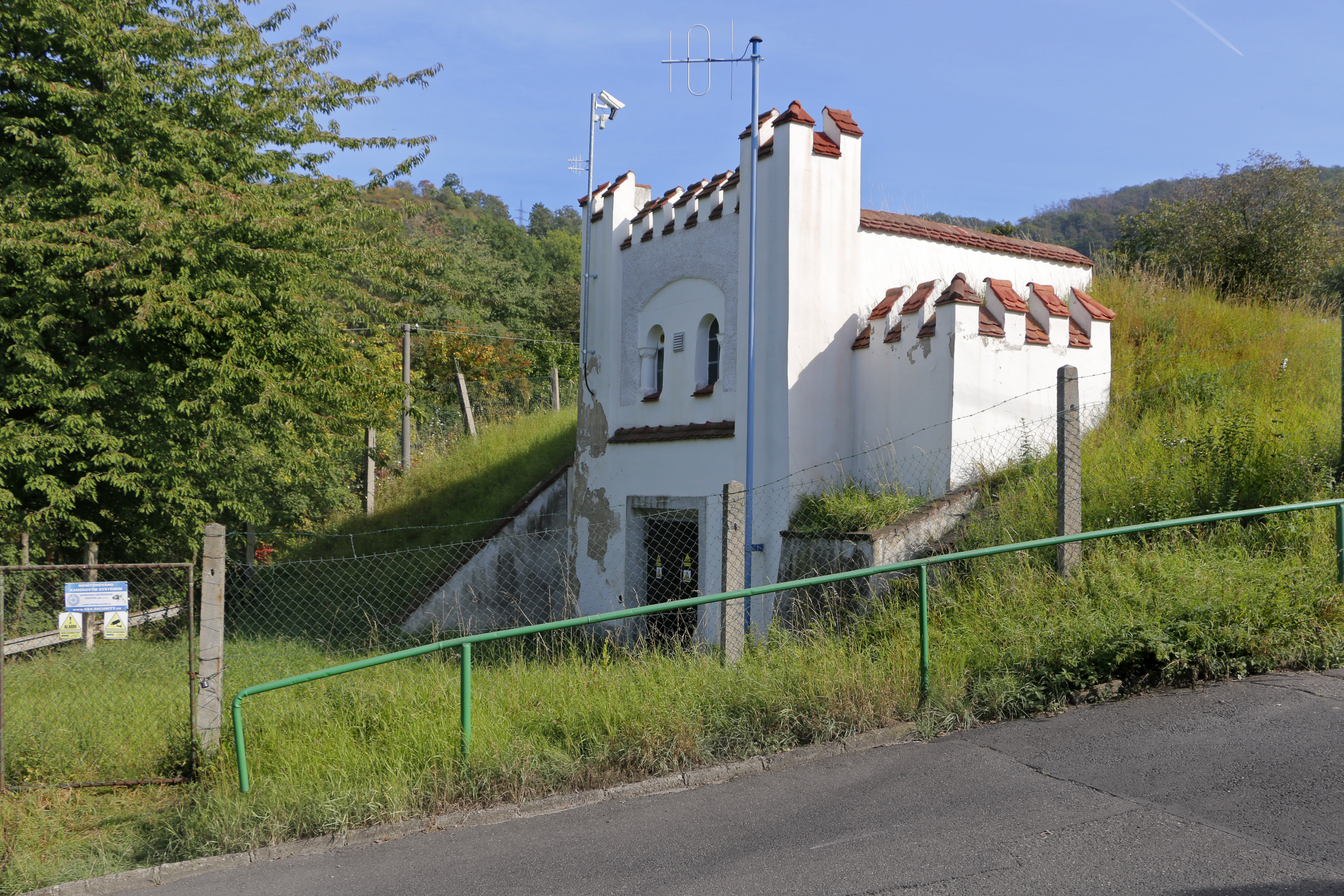
Vodárna pod vsí

- Nejstarším domem v Újezdě byl dům č. 1, který pochází z 15. století a patřil pravděpodobně panu Gregoru Windschovi. Posledním obyvatelem tohoto domu s pavlačí byl pan Ignác Kammel.
- Starý mlýn v Újezdě pochází z roku 1817, a postavil ho trmický občan pan Felix Kühnel, který tím chtěl pomoci trmickému mlýnu v sezóně, neboť v kupní smlouvě je výslovně uvedeno, že trmický mlýn a mlýn v Újezdě, musí patřit vždy jednomu majiteli. Část obilí musel majitel mlýnů odevzdat trmickému pivovaru a velkostatku. Posledními mlynáři byli manželé Hellerovi.
- Kaplička v Újezdě byla postavena v roce 1703. Stavitelem byl pan Pusch, který bydlel s rodinou od roku 1691 až 1756 v Újezdě v domě čp. 4. Puschův dům v roce 1881 zčásti vyhořel a v roce 1908 v den konání trmického tradičního „Makového trhu“ vyhořela i přiléhající stodola.
- Újezdská stará cihelna č. 14 vyhořela 16. dubna 1909.
- Hostinec v Újezdě pochází zřejmě z roku 1920. Prvním hostinským byl pan Josef Winkler.